# Morêtel-de-Mailles
Morêtel-de-Mailles este o comună în departamentul Isère din sud-estul Franței. În 2009 avea o populație de 468 de locuitori.

## Evoluția populației
| An        | 1975 | 1982 | 1990 | 1999 | 2006 | 2009 |
| --------- | ---- | ---- | ---- | ---- | ---- | ---- |
| Populație | 188  | 359  | 339  | 418  | 457  | 468  |